# Kostomlaty (hora)
Kostomlaty (též Kostomlatský vrch) jsou kopec nad obcí Kostomlaty pod Milešovkou, na kterém se nachází zřícenina stejnojmenného hradu.

## Charakteristika
Vrch o nadmořské výšce 566 metrů spadá geomorfologicky do celku České středohoří, podcelku Milešovské středohoří, okrsku Kostomlatské středohoří, podokrsku Bořislavská hornatina a do její lukovské části. Má podobu trachytového hřbetu s mrazovými sruby na úbočích.

## Přístup
Z obce Kostomlaty vede nahoru zelená turistická značka. Cesta je odtud dlouhá zhruba 1500 metrů s převýšením 150 metrů. Druhou, podstatně méně náročnou možností je přístup po stejné značce z opačného směru, připojíme-li se na ni na křížení se silnicí Kostomlaty–Milešov. Z vrcholu (566 m n. m.) je při vhodném počasí dobrý rozhled na Krušné hory i České středohoří a Teplice s Doubravskou horou.